# Werner von Trapp
Werner Gobertus Ritter von Trapp (ur. 21 grudnia 1915 w Zell am See, zm. 11 października 2007 w Waitsfield) – austriacki piosenkarz, członek Trapp Family Singers, rodziny której życie stało się inspiracją dla spektakli scenicznych i filmu Dźwięki muzyki, w których był pierwowzorem Kurta von Trappa.

## Życiorys

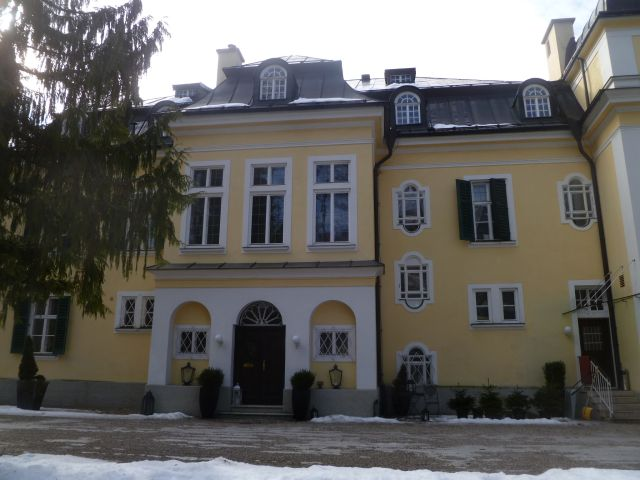
Villa Trapp, Salzburg

Werner Gobertus Ritter von Trapp urodził się w 1915 r. w Zell am See, w Austrii. Był synem kapitana Marynarki Wojennej Austro-Węgier Georga von Trappa i jego pierwszej żony Agathy Whitehead. Matka zmarła na szkarlatynę w 1922 r. osieracając siedmioro dzieci: Ruperta, Agathę, Marię Franziska, Wernera, Hedwigę, Johannę i Martinę. W 1923 r. rodzina wprowadziła się do Villi Trapp w Salzburgu. W 1927 r. ojciec ożenił się z Marią Augustą Kutscherą, z którą miał troje dzieci: Rosemarie, Eleonorę i Johannesa. 
Na początku lat 30. rodzina straciła dużą część majątku z powodu światowego kryzysu i upadku austriackiego banku. Ojciec zdeponował pieniądze, odziedziczone po pierwszej żonie oraz zyski z udanych dziesięcioletnich przedsiębiorstw żeglugowych, w banku w Anglii, jednak chcąc pomóc znajomej Auguste Caroline Lammer, wycofał większość i zdeponował w austriackim Lammerbank. Bank upadł a wraz z nim przepadły pieniądze Trappów. 

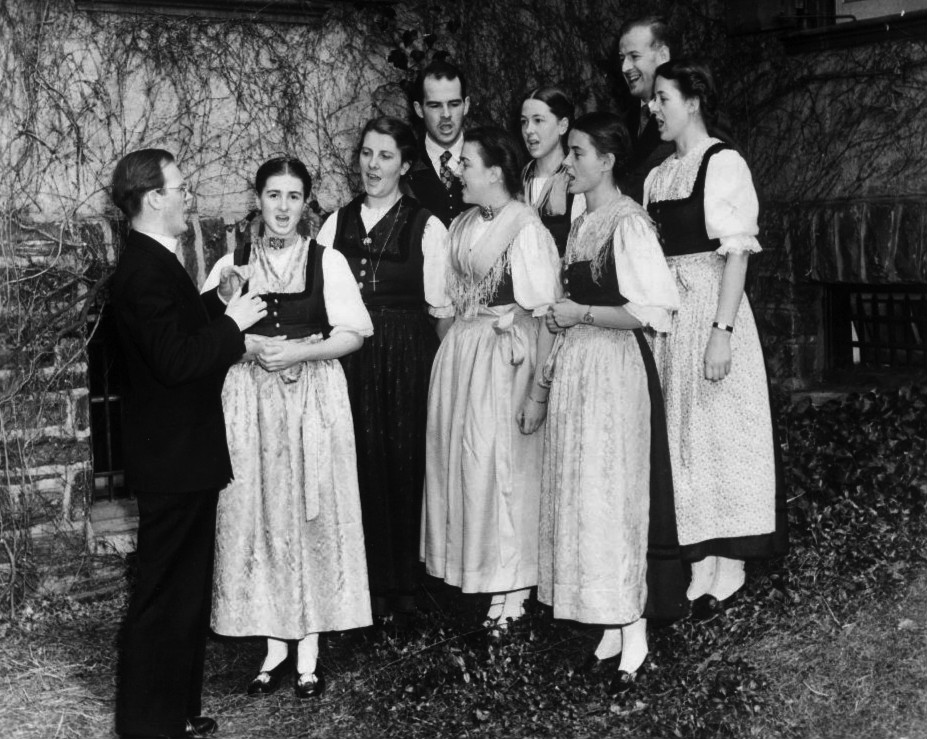
Trapp Family Singers, 1941

W latach 30. Werner studiował grę na wiolonczeli w Mozarteum w Salzburgu i opanował kilka innych instrumentów, a także sztukę komponowania i aranżacji. Śpiewał jako tenor z rodzinnym chórem, który po debiucie w 1934 r. zdobył wielkie uznanie w całej Europie.    
Latem 1934 r. Villę Trapp odwiedziła słynna niemiecko-austriacka śpiewaczka operowa Lotte Lehmann, przed którą wystąpiła rodzina Trappów. Artystka była pod wrażeniem ich talentów i zachęciła ich do wzięcia udziału w Festiwalu w Salzburgu. 1 i 2 września 1934 r. rodzina von Trapp wzięła udział w konkursie, w którym wystąpiło około 30 grup, rywalizujących w różnych kategoriach. Rodzina von Trapp zdobyła nagrodę w kategorii wielogłosowej. Dzięki nagrodzie zyskali popularność, byli zapraszani do śpiewania w austriackich radiach i do kolejnych występów. Wiosną 1935 r. kapelan Franz Wasner zaczął trenować muzyków von Trapp a następnie został pełnoetatowym dyrektorem muzycznym rodziny. Początkowo występowali pod nazwą The Trapp Family Chorus, później Trapp Family Singers. Maria z pomocą Wasnera organizowała koncerty dzieci von Trappów początkowo w Austrii i Niemczech. W 1937 r. rodzina wystąpiła wraz z Wiedeńskim Chórem Chłopięcym na Wystawie Światowej w Paryżu. W tym samym roku wystąpili m.in.: w Wielkiej Brytanii, Holandii i Belgii.   

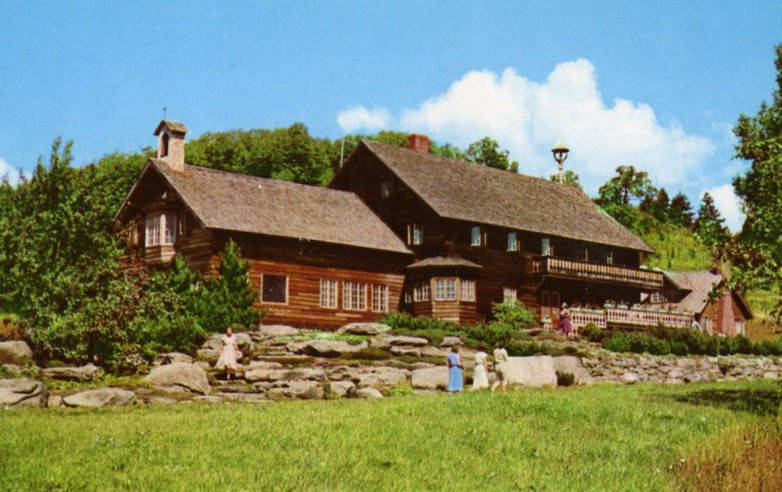
Cor Unum, dom rodziny von Trapp w Stowe, Vermont

W związku z aneksją Austrii przez Rzeszę Niemiecką, dokonaną w 1938 r., gdy Werner miał 23 lata, rodzina von Trapp uciekła do Włoch, na dzień przed zamknięciem granic Austrii, w obawie przed reperkusjami w związku z negatywnym stosunkiem ojca do aneksji niemieckiej i odmową występu podczas przyjęcia urodzinowego Adolfa Hitlera. Stamtąd przybyli do Stanów Zjednoczonych jako uchodźcy i szybko zyskali popularność. W latach 1934–1956 r. rodzina von Trapp dała ponad 2000 koncertów, występując w USA i 30 innych krajach i śpiewając w kilkunastu językach. Występowali m.in.: dla kanclerza Kurta Schuschnigga, królowej Marii Teck, króla Edwarda VIII Windsora, papieża Pius XI i Eleanor Roosevelt. 
W 1942 r. osiedlili się w Stowe w stanie Vermont. Werner został naturalizowanym obywatelem amerykańskim i w 1943 r. wstąpił do armii amerykańskiej. Walczył w 10 Dywizji Górskiej we Włoszech podczas II wojny światowej. Po wojnie wrócił do Stowe i wznowił koncertowanie z rodziną. W 1948 r. poślubił, urodzoną w Salzburgu, Erikę Klambauer, z którą miał sześcioro dzieci. 
Po tym, jak w 1956 r. Trapp Family Singers wycofali się ze sceny, Werner pomógł założyć szkołę muzyczną Community School of Music w Reading w Pensylwanii. Kilka lat później wraz z żoną i dziećmi wrócił do Vermont i osiedlił się na farmie w Waitsfield, gdzie pracował aż do emerytury w 1979 r. Zmarł 11 października 2007 r. w wieku 91 lat.

## Dźwięki muzyki
W 1949 r. został wydany pamiętnik macochy Marii von Trapp The Story of the Trapp Family Singers opisujący losy rodziny od czasów w Salzburgu, ich ucieczkę z nazistowskiej Austrii, podróż do Stanów Zjednoczonych i tamtejszym życiu. W 1956 r. powstał niemiecki film Die Trapp-Familie w reż. Wolfganga Liebeneinera. W 1958 r. powstał sequel Die Trapp-Familie in Amerika.  
W 1959 r. książka została sfabularyzowana w broadwayowskim musicalu Richarda Rodgersa i Oscara Hammersteina Dźwięki muzyki. Produkcja zdobyła pięć nagród Tony z dziewięciu nominacji. W 1965 r. powstał musical filmowy z udziałem Julie Andrews i Christophera Plummera, który zdobył pięć Oscarów, w tym za najlepszy film. W amerykańskich produkcjach rola Kurta von Trappa oparta została na losach Wernera. W 2006 r. film znalazł się na liście American Film Institute 25 najlepszych filmów muzycznych wszech czasów, zajmując 4 miejsce. 